# José Luis Navarro Rivas
José Luis Navarro Rivas, (Córdoba, el 24 de marzo de 1965) es un boxeador español. Comenzó su carrera inesperadamente a los 17 años. Al principio, Navarro quería ser jugador del Córdoba, sin embargo un accidente de tráfico destrozó su ilusión de ser futbolista. A pesar de todo, este incidente no le venció, sino todo lo contrario, lo volvió más fuerte.
Apodado «El Cazador», ha sido campeón de España en los pesos Welters, Campeón del Mundo Hispano de los pesos Welters y Super-Wélter y campeón de Europa de los Pesos Wélter. Ninguna de sus peleas llegó al límite establecido, siendo todas sus victorias por KO. Acostumbraba a subir al ring con la camiseta del Córdoba C.F., fue elegido Cordobés del año en 1994. La gesta llegó el 18 de diciembre de 1994 al vencer al británico Delroy Brian en Vista Alegre. Posteriormente ganó uno más en 1995. Navarro es junto a Toni Ortiz, que ganó dos coronas continentales superwelter en 1973 y 1974, y Rafael Lozano, que logró una plata y un bronce en los Juegos Olímpicos de 1992 y 1996, uno de los tres mejores púgiles que ha dado la provincia a lo largo de su historia. 
Tras su retirada, ocupó el puesto de técnico deportivo en la Diputación de Córdoba durante 14 años.
Actualmente es el propietario de un club de boxeo en el que entrena a personas de todas las edades.

## Palmarés
- Campeón de España en peso wélter
- Campeón del Mundo Hispano del peso wélter
- Campeón de Europa del peso wélter

## Peleas profesionales
| 25 Victorias (25 KO), 2 Derrotas |                        |           |          |                          |                                           |                                                   |
| Resultado                        | Oponente               | Resultado | Duración | Fecha                    | Lugar                                     | Notas                                             |
| Derrota                          | Andrey Pestryaev       | KOT       | 12 (12)  | 15 de febrero de 1997    | Thiais, Val-de-Marne, Francia             | Campeonato de Europa de peso wélter               |
| Victoria                         | Oleg Kolchanov         | KOT       | 4        | 11 de octubre de 1996    | Durango, País Vasco, España               |                                                   |
| Victoria                         | Johnson Sengbe         | KOT       | 8 (8)    | 28 de julio de 1996      | Ordizia, País Vasco, España               |                                                   |
| Victoria                         | David Salguera         | KOT       | 3        | 24 de mayo de 1996       | Córdoba, Andalucía, España                |                                                   |
| Victoria                         | Borislav Bojkov        | KO        | 2        | 29 de marzo de 1996      | Ciudad Real, Castilla-La Mancha, España   |                                                   |
| Victoria                         | Aladar Horvath         | KOT       | 3        | 22 de febrero de 1996    | Madrid, Comunidad de Madrid, España       |                                                   |
| Victoria                         | Johnson Sengbe         | KOT       | 6 (6)    | 8 de febrero de 1996     | Madrid, Comunidad de Madrid, España       |                                                   |
| Derrota                          | Valery Kayumba         | KOT       | 8 (12)   | 1 de abril de 1995       | Levallois-Perret, Hauts-de-Seine, Francia | Campeonato de Europa de peso wélter               |
| Victoria                         | Jose Ramon Escriche    | KOT       | 5 (12)   | 17 de febrero de 1995    | Córdoba, Andalucía, España                | Campeonato de Europa de peso wélter               |
| Victoria                         | Del Bryan              | KOT       | 10 (12)  | 17 de diciembre de 1994  | Córdoba, Andalucía, España                | Campeonato de Europa de peso wélter               |
| Victoria                         | Alejandro Ugueto       | KOT       | 10 (12)  | 4 de noviembre de 1994   | Córdoba, Andalucía, España                | Campeonato del Mundo Hispano de peso medio ligero |
| Victoria                         | Issa Djau              | KO        | 1        | 20 de agosto de 1994     | Almería, Andalucía, España                |                                                   |
| Victoria                         | Victor Báez            | KOT       | 3        | 20 de mayo de 1994       | Leganés, Comunidad de Madrid, España      |                                                   |
| Victoria                         | Silvio Walter Rojas    | KOT       | 9 (12)   | 29 de abril de 1994      | Utrera, Andalucía, España                 | Campeonato del Mundo Hispano de peso medio ligero |
| Victoria                         | Jose Luis Saldivia     | KOT       | 5 (12)   | 25 de marzo de 1994      | Córdoba, Andalucía, España                | Campeonato del Mundo Hispano de peso medio ligero |
| Victoria                         | Nicasio Moray Martínez | KO        | 1 (12)   | 19 de febrero de 1994    | Leganés, Comunidad de Madrid, España      | Campeonato del Mundo Hispano de peso medio ligero |
| Victoria                         | Antonio Campbell       | KOT       | 4        | 4 de febrero de 1994     | Leganés, Comunidad de Madrid, España      |                                                   |
| Victoria                         | Jose Molinillo         | KOT       | 4 (12)   | 19 de noviembre de 1993  | Huesca, Aragón, España                    | Campeonato de España de peso wélter               |
| Victoria                         | Patrick Charpentier    | KOT       | 4        | 16 de octubre de 1993    | Ciudad Real, Castilla-La Mancha, España   |                                                   |
| Victoria                         | Jose Luis Vasquez      | KOT       | 3        | 2 de octubre de 1993     | Leganés, Comunidad de Madrid, España      |                                                   |
| Victoria                         | Antonio Campbell       | KOT       | 3        | 18 de septiembre de 1993 | Santander, Cantabria, España              |                                                   |
| Victoria                         | Julio Días Moreno      | KOT       | 1        | 14 de agosto de 1993     | Santander, Cantabria, España              |                                                   |
| Victoria                         | Isidro Hernández       | KOT       | 2        | 18 de junio de 1993      | Córdoba, Andalucía, España                |                                                   |
| Victoria                         | Jean-Marc Phenieux     | KOT       | 2        | 28 de abril de 1993      | Miranda de Ebro, Castilla y León, España  |                                                   |
| Victoria                         | Denis Dario            | KOT       | 2 (6)    | 19 de febrero de 1993    | Miranda de Ebro, Castilla y León, España  |                                                   |
| Victoria                         | Ahmed Situbungu        | KOT       | 2        | 29 de enero de 1993      | Leganés, Comunidad de Madrid, España      |                                                   |
| Victoria                         | Francisco Delgado      | KO        | 1        | 15 de enero de 1993      | Santander, Cantabria, España              |                                                   |